# Березка (Черниговская область)
Бере́зка (укр. Берізка) – село, расположенное на территории Варвинского района Черниговской области (Украина).

## История
- В 1911 году на хуторе Березки жило 103 человека (45 мужского и 58 женского пола)[1]
- Есть на карте 1941 года как хутор Березка[2]
- Согласно переписи УССР 1989 года[укр.] численность наявного населения села составила 52 человека, из них 17 мужчин и 35 женщин.
- По переписи населения Украины 2001 года в селе жило 23 человека.
- Распределение населения по родному языку по данним переписи 2001 года:

| язык       | проценты |
| ---------- | -------- |
| украинский | 96,30 %  |
| русский    | 3,70 %   |